# Brauhaus Roßlau

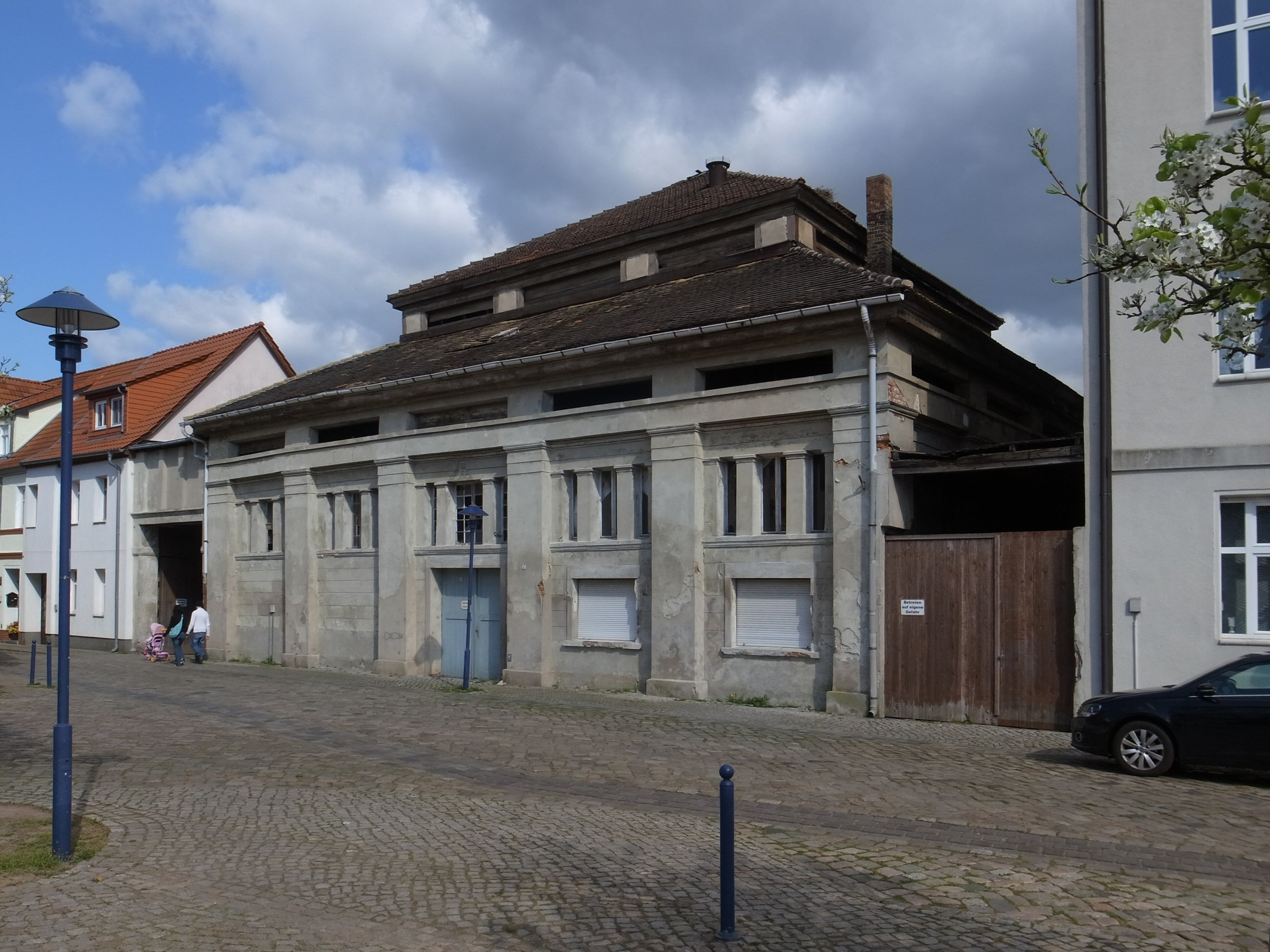
Brauhaus in Dessau-Roßlau

Das Brauhaus von Roßlau ist ein Baudenkmal in der kreisfreien Stadt Dessau-Roßlau in Sachsen-Anhalt.

## Entstehung und Baubeschreibung
Als am 12. Juli 1827 das Brauhaus von Roßlau abbrannte, gelang es Gottfried Bandhauer, dem damaligen Baudirektor von Anhalt-Köthen, zu dem Roßlau seit dem Jahr 1797 gehörte, in kürzester Zeit für Ersatz zu sorgen. Er griff vermutlich auf seinen Entwurf für den Schafstall in Grimschleben zurück und modifizierte diesen den Ansprüchen entsprechend. Beide Bauten bestehen aus je einem Raum im Erd- und Dachgeschoss und haben auch ähnliche Dachaufbauten. Durch diese sehr simple Innenarchitektur schuf Bandhauer ein Brauhaus, das bereits am 15. Dezember 1827 wieder den Betrieb aufnehmen konnte.
Das Stadtbrauhaus von Roßlau besitzt eine Fassade, die durch Vertikalgliederung mittels sechs breiter Pilaster und Horizontalgliederung durch querrechteckige Fenster belebt wird. Die notwendigen Schornsteine wurden geschickt verborgen beziehungsweise einbezogen, so dass der Industriebau am Markt nicht als störend empfunden wurde. Das Brauhaus wird seit ungefähr 100 Jahren nicht mehr als solches genutzt. Spätere Umbauten veränderten das Innere und schufen neue Fensterdurchbrüche, die den Gesamteindruck aber nur minimal stören. Die Belüftung des Dachbodens wurde geschickt mittels umlaufender Öffnungen am Zeltmansarddach gelöst.

## Wirkung
Das Brauhaus prägt bis heute den Marktplatz mit und zählt zu den bedeutendsten Bauwerken Roßlaus. Schon in Lindners Geschichte und Beschreibung des Landes Anhalt aus dem Jahr 1833 heißt es: Das vor einigen Jahren erbauete Stadtbrauhaus auf dem Markte ist ebenso zweckmäßig als schön und zieht die Aufmerksamkeit der Reisenden auf sich. Für Wilhelm van Kempen (1928) ist es die perfekte Kombination der Schlichtheit des Klassizismus mit dem Bedarf eines Nutzbaus, die die wahre Größe des Brauhauses ausmacht und die sich schon aus dem Grundriss entwickle. Statt auf überladenen Schmuck wurde hier auf einfache aber wirkungsvolle Gestaltungsdetails zurückgegriffen.